# 中国人民解放军医学图书馆
中国人民解放军医学图书馆，位于北京市海淀区西四环中路59号，隶属中国人民解放军军事科学院军事医学研究院。

## 简介
1990年，由中国人民解放军军事医学科学院图书馆、中国人民解放军总医院图书馆合并扩建成立中国人民解放军医学图书馆。邓小平为该馆题写了馆名。该馆是目前中国人民解放军全军规模最大的图书馆，是中华人民共和国最大的生物医学图书馆之一，是国家级生物医学图书馆中心馆组成员。
该馆起初隶属中国人民解放军军事医学科学院。2017年，在深化国防和军队改革中，中国人民解放军军事医学科学院调整组建为中国人民解放军军事科学院军事医学研究院。
该馆生物医学馆藏文献信息资源丰富。截至2017年，馆藏一百万册，每年订购7000余种外文期刊，近8000种中文期刊，藏有5000余种中外文图书，4000余册学位论文，10万余种电子图书，拥有73个文献数据库。
截至2017年，该馆设有知识服务中心、读者服务中心、资源建设中心、编辑部。该馆的主要任务是为全军卫生系统提供医学文献信息服务，开展医学文献信息组织、信息技术、数字图书馆等研究工作。

## 历任领导
| 馆长 - 庄士彬（？—1997年） - 陈运奇 大校（1997年8月—2003年5月） - 湛佑祥 大校（2003年—？） - 陈锐 大校（？—） | 政治委员 …… - 彭随心 上校 （？—？） …… |